# Virignin
Virignin is een gemeente in het Franse departement Ain (regio Auvergne-Rhône-Alpes) en telt 714 inwoners (2004). De plaats maakt deel uit van het arrondissement Belley.

## Geografie
De oppervlakte van Virignin bedraagt 7,9 km², de bevolkingsdichtheid is 90,4 inwoners per km².
De onderstaande kaart toont de ligging van Virignin met de belangrijkste infrastructuur en aangrenzende gemeenten.

## Demografie
Onderstaande figuur toont het verloop van het inwonertal (bron: INSEE-tellingen).
Vanwege een beveiligingsprobleem met de MediaWiki Graph-software is het momenteel niet mogelijk deze grafiek weer te geven. Zodra de software is bijgewerkt zal de grafiek vanzelf weer zichtbaar worden.
1. ↑  Populations de référence 2022.